# Båstad Challenger
Il Båstad Challenger è stato un torneo professionistico di tennis giocato sulla terra rossa, facente parte dell'ATP Challenger Tour. Si è giocato annualmente a Båstad, in Svezia, dal 2016 al 2018.

## Albo d'oro

### Singolare
| Year | Campione         | Finalista               | Punteggio   |
| ---- | ---------------- | ----------------------- | ----------- |
| 2018 | Pedro Martínez   | Corentin Moutet         | 7–6(5), 6–4 |
| 2017 | Dušan Lajović    | Leonardo Mayer          | 6–2, 7–6(4) |
| 2016 | Horacio Zeballos | Roberto Carballés Baena | 6–3, 6–4    |

### Doppio
| Year | Campioni                         | Finalisti                            | Punteggio |
| ---- | -------------------------------- | ------------------------------------ | --------- |
| 2018 | Harri Heliövaara Henri Laaksonen | Zdeněk Kolář Gonçalo Oliveira        | 6–4, 6–3  |
| 2017 | Tuna Altuna Václav Šafránek      | Sriram Balaji Vijay Sundar Prashanth | 6–1, 6–4  |
| 2016 | Isak Arvidsson Fred Simonsson    | Johan Brunström Andreas Siljeström   | 6–3, 7–5  |